# الجميلة والوحش (مسلسل)
الجميلة والوحش هو مسلسل تليفزيوني أمريكي عرض لأول مره عام 1987 على شبكة سي بي إس بطولة ليندا هاميلتون ورون بيرلمان.
المسلسل يدور حول الصحفية كاثرين تشاندلر (ليندا هاملتون) يتم الاعتداء عليها بطريقة وحشية فيقوم برعايتها فنسنت (رون بيرلمان) الذي هو مخلوق بجسم وعقلية بشرية ولكن بوجه وحش يشبه الاسد أو القط المتوحش. يسكن فنسنت الانفاق الممتدة على مساحة تحت المدينة مع العديد الناس الذين يشكلون عالماً غير معروف للعالم الخارجي محاط بالسرية والجمال.
تم إنتاج مسلسل يحمل نفس الاسم عام 2012 وعرض على شبكة سي دبليو التلفزيونية.

## روابط خارجية
- الجميلة والوحش على موقع IMDb (الإنجليزية)
- الجميلة والوحش على موقع ميتاكريتيك (الإنجليزية)
- الجميلة والوحش على موقع روتن توميتوز (الإنجليزية)
- الجميلة والوحش على موقع أول موفي (الإنجليزية)
- الجميلة والوحش على موقع فيلمافينيتي (الإسبانية)
- الجميلة والوحش على موقع كينوبويسك (الروسية)
- الجميلة والوحش على موقع ألو سيني (الفرنسية)
- الجميلة والوحش على موقع قاعدة بيانات الفيلم (الإنجليزية)